# Lp-Ergodensatz
Der   Lp-Ergodensatz, auch statistischer Ergodensatz genannt, ist ein zentraler Satz der Ergodentheorie, einem Teilgebiet der Mathematik, das in dem Bereich zwischen Maßtheorie, Theorie dynamischer Systeme und Wahrscheinlichkeitstheorie anzusiedeln ist. Er beschäftigt sich damit, unter welchen Umständen bei der Iteration einer Abbildung die Mittelwerte über die Iterationen mit den Mittelwerten der Funktion übereinstimmen. Im Gegensatz zum individuellen Ergodensatz beschäftigt sich der {\displaystyle {\mathcal {L}}^{p}}-Ergodensatz mit der Konvergenz im p-ten Mittel und nicht mit der fast sicheren Konvergenz. Der Satz wurde 1930/31 von John von Neumann bewiesen, jedoch erst 1932 veröffentlicht. Ein kompakter Beweis ist beispielsweise mittels des Hopf'schen Maximal-Ergodenlemmas und des individuellen Ergodensatzes möglich. Der Satz lässt sich auch allgemeiner auf Hilberträumen mit isometrischen Operatoren und der Normkonvergenz formulieren. 

## Aussage
Gegeben sei ein Wahrscheinlichkeitsraum {\displaystyle (\Omega ,{\mathcal {A}},P)} und {\displaystyle T:\Omega \to \Omega } eine maßerhaltende Abbildung sowie {\displaystyle {\mathcal {I}}} die σ-Algebra der T-invarianten Ereignisse. Sei {\displaystyle {\mathcal {L}}^{p}(\Omega ,{\mathcal {A}},P)} der Raum aller {\displaystyle p}-fach Lebesgue-integrierbaren Funktionen (siehe auch Lp-Raum), kurz mit {\displaystyle {\mathcal {L}}^{p}} bezeichnet, sowie {\displaystyle \operatorname {E} (g|{\mathcal {S}})} der bedingte Erwartungswert von {\displaystyle g} bezüglich der σ-Algebra {\displaystyle {\mathcal {S}}}.
Ist {\displaystyle p\in [1,\infty )}, dann gilt für alle {\displaystyle f\in {\mathcal {L}}^{p}}, dass auch {\displaystyle \operatorname {E} (f|{\mathcal {I}})} in {\displaystyle {\mathcal {L}}^{p}} liegt und
{\displaystyle \lim _{n\to \infty }{\biggl \Vert }{\frac {1}{n}}\sum _{i=0}^{n-1}f\circ T^{i}-\operatorname {E} (f|{\mathcal {I}}){\biggr \Vert }_{{\mathcal {L}}^{p}}=0}.
Hierbei bezeichnet {\displaystyle \|\cdot \|_{{\mathcal {L}}^{p}}} die Lp-Norm.
Ist {\displaystyle {\mathcal {I}}} P-trivial (bzw. äquivalent dazu {\displaystyle T} eine ergodische Transformation), so gilt {\displaystyle \operatorname {E} (f|{\mathcal {I}})=\operatorname {E} (f)} und demnach
{\displaystyle \lim _{n\to \infty }{\biggl \Vert }{\frac {1}{n}}\sum _{i=0}^{n-1}f\circ T^{i}-\operatorname {E} (f){\biggr \Vert }_{{\mathcal {L}}^{p}}=0}.
Die Mittelwerte der iterierten Abbildungen konvergieren also im p-ten Mittel gegen den (bedingten) Erwartungswert.

## Anwendung in der Stochastik
Der {\displaystyle {\mathcal {L}}^{p}}-Ergodensatz lässt sich wie folgt auf stochastische Prozesse anwenden: Dazu betrachtet man einen kanonischen Prozess {\displaystyle X=(X_{n})_{n\in \mathbb {N} }} auf dem Wahrscheinlichkeitsraum {\displaystyle (\Omega ,{\mathcal {A}},P)=(E^{\mathbb {N} },{\mathcal {B}}(E)^{\otimes E},P)}, wobei {\displaystyle E} ein polnischer Raum wie beispielsweise eine endliche oder abzählbar unendliche Menge oder der {\displaystyle \mathbb {R} ^{n}} ist. Die Transformation definiert man dann als den Shift {\displaystyle \tau :\Omega \to \Omega }, der gegeben ist durch
{\displaystyle \tau ((\omega _{n})_{n\in \mathbb {N} })=(\omega _{n+1})_{n\in \mathbb {N} }}.
Für den stochastischen Prozess gilt also {\displaystyle X_{n}(\omega )=X_{0}(\tau ^{n}(\omega ))} und {\displaystyle (\Omega ,{\mathcal {A}},P,\tau )} ist genau dann ein maßerhaltendes dynamisches System, wenn {\displaystyle X} ein stationärer stochastischer Prozess ist.
Setzt man nun {\displaystyle f=X_{0}}, wobei {\displaystyle X_{0}\in {\mathcal {L}}^{p}} sein soll, sowie {\displaystyle \tau =T}, so folgt, dass für stationäre Prozesse
{\displaystyle \lim _{n\to \infty }{\biggl \Vert }{\frac {1}{n}}\sum _{i=0}^{n-1}X_{i}-\operatorname {E} (X_{0}|{\mathcal {I}}){\biggr \Vert }_{{\mathcal {L}}^{p}}=0}
gilt. Ist {\displaystyle {\mathcal {I}}} wieder eine P-triviale σ-Algebra (bzw. {\displaystyle \tau } eine ergodische Transformation oder {\displaystyle X} ein ergodischer stochastischer Prozess), so folgt genauso wie oben, dass {\displaystyle \operatorname {E} (X_{0}|{\mathcal {I}})=\operatorname {E} (X_{0})} ist.